# Lovcovy zápisky
Lovcovy zápisky (Записки охотника) je soubor 25 povídek ruského spisovatele I. S. Turgeněva. Popisují život a přírodu na ruském venkově očima lovce. Autor byl vášnivý lovec, na venkovské sídlo své matky ve vesnici Spasskoje (asi 35 km SV od města Orel) byl roku 1852 policejně vypovězen a i po své emigraci v roce 1854 tam pravidelně dojížděl.

## První vydání v ruštině
Povídky původně vycházely v časopise Sovremennik v letech 1847-1852, knižně poprvé vyšly roku 1856 (tři povídky však autor doplnil až v letech 1870-1874) a svému autorovi přinesly velký úspěch. Jejich líčení ruského venkova a venkovanů významně přispěly ke zrušení nevolnictví. Patří mezi nejznámější díla klasické ruské literatury a stále vycházejí v mnoha jazycích.

## Překlady do češtiny
Do češtiny byly poprvé přeloženy Františkem Machem a vydány nakladatelstvím Ignáce Leopolda Kobera roku 1874.
Podruhé je přeložil Jaroslav Hrubý a vyšly v Ottově "Ruské knihovně" roku 1891.
V roce 1912 vyšel v nakladatelství Topič výbor pěti povídek z Lovcových zápisků v překladu Josefa Folprechta.
V roce 1921 vydal J. Otto první kompletní překlad od Pavla Papáčka.
V roce 1928 vyšel další výbor z Lovcových zápisků v překladu Hugo Sáňky v nakladatelství Dědictví Havlíčkovo v Brně
V následujícím roce dílo přeložil a vydal Stanislav Minařík v Praze.
V roce 1941 vyšel další výbor v překladu Petra Denka.
V roce 1950 byl vydán překlad Josefa Pelíška (nakladatelství Práce)
V roce 1962 následoval překlad Anny Novákové (nakladatelství Svět sovětů)

### Rozhlasové zpracování
V roce 1978 byla kniha zpracována v Československém rozhlasu jako dvanáctidílná dramatizovaná četba na pokračování. Byl použit překlad Josefa Pelíška, pořad připravila a režii měla Olga Valentová. Hráli: Miroslav Moravec, Jaroslav Moučka, Josef Větrovec, Jiří Pick, Růžena Merunková, Jiří Novotný, Vladimír Hlavatý, Jaromír Spal, Milan Neděla, Apolena Veldová, Miriam Kantorková, Jan Kotva, Vladimír Leraus, Viktor Preiss, Daniela Kolářová a další.